# توغوتشين
توغوتشين (بالروسية: Тогучин) هي إحدى مدن روسيا في الكيان الفدرالي الروسي نوفوسيبيرسك أوبلاست.